# Luxemburgisme
Luxemburgisme (ook geschreven als Luxembourgisme) is een specifieke revolutionaire theorie binnen het marxisme, gebaseerd op de geschriften van Rosa Luxemburg. Volgens M. K. Dziewanowski werd de term oorspronkelijk bedacht door bolsjewistische leiders die de afwijkingen van Luxemburgs volgelingen van traditioneel leninisme veroordeelden, maar het werd daarna geadopteerd door haar volgers zelf.
Luxemburgisme is een libertarisch socialistische interpretatie van marxisme dat, hoewel het de Russische Revolutie steunde, zoals Rosa Luxemburg dat deed, het eens is met Rosa's kritiek op de politiek van Lenin en Trotski; ze zag hun concept van "democratisch centralisme" niet als democratie.